# Gleichenia clemensiae
Gleichenia clemensiae là một loài dương xỉ trong họ Gleicheniaceae. Loài này được Copel. Holttum mô tả khoa học đầu tiên năm 1959.